# Jordi Martí
Jorge Martí Grau (Barcelona, 1965) es un gestor cultural y político español. Actualmente, es secretario de Estado de Cultura desde 2023. Anteriormente, fue sexto teniente de alcalde en el Ayuntamiento de Barcelona, siendo responsable del Área de Cultura, Educación, Ciencia y Comunidad.

## Biografía
Nacido en Barcelona en 1965, Jordi Martí es padre de cuatro hijos y abuelo de dos niños. Licenciado en Ciencias de la Educación, ha dedicado su carrera profesional a la cultura, la educación y la ciudad de Barcelona, principalmente desde el ámbito de la gestión pública.
Entre sus cargos técnicos en la administración, destaca su labor al frente del Instituto de Cultura de Barcelona (ICUB) como gerente entre 1999-2013 y como Delegado de Cultura del Ayuntamiento de Barcelona en el período 2006-2011, donde llegó a coordinar dos planes estratégicos de cultura de la ciudad. En 2015, Ada Colau le nombró gerente municipal, cargo que desempeñó hasta 2019.

## Vida política
Martí militó durante más de 20 años en el Partido de los Socialistas de Catalunya. Tras su etapa de Delegado de Cultura, Martí da el salto a la política activa y se presenta como número 7 en la lista de Jordi Hereu para revalidar la alcaldía en las elecciones municipales de 2011. La candidatura de Hereu se hizo con el 26,4% de los votos (134.193) y 11 concejales, pero no fue suficiente para revalidar la alcaldía, que pasó a manos de la CiU de Xavier Trias. Tras la dimisión del exalcalde Hereu en febrero de 2012, Martí pasó a ser el presidente del grupo municipal socialista del Ayuntamiento.
En esta etapa, Martí decidió presentarse a las primarias del partido para disputar la alcaldía y el liderazgo del PSC en las elecciones de 2015. En las primarias abiertas celebradas en abril de 2014, Martí acabó tercero con 1.515 votos (de un total de 7.463), por detrás de Jaume Collboni y Carmen Andrés. Tras su derrota, Martí dimitió como líder municipal y abandonó su acta de concejal.
En el contexto de crisis interna del PSC derivado del procés, los movimientos pro 15-M y los malos resultados electorales, Martí abandona el partido en 2015 y pasa a ejercer de portavoz de una de sus escisiones, el Moviment d'Esquerres (MES). En las elecciones municipales de 2015, MES se presentó en coalición con la ERC de Alfred Bosch (4 concejales).
La victoria de Ada Colau, acabó provocando la salida de Martí de MES por incompatibilidades, ya que la nueva alcaldesa quiso incorporarlo en el nuevo gobierno municipal como técnico gerente del consistorio. Desde entonces, fue creciendo su papel en Barcelona en Comú y el gobierno de la ciudad hasta el punto de ser incluido como número 5 en la lista para revalidar la alcaldía de Ada Colau en 2019.
Tras las elecciones municipales de 2019 y siendo una pieza clave en las negociaciones para revalidar la alcaldía de Colau con el PSC, tomó posesión como concejal de Presidencia, Economía y Presupuestos del Ayuntamiento de Barcelona. Además, Martí es el concejal que dirige el Plan de Barrios de Barcelona y es el presidente de la comisión ejecutiva del Plan Estratégico Metropolitano de Barcelona (PEMB).
Actualmente y después de la dimisión de Joan Subirats el 29 de julio de 2021, Martí también asumió la Sexta Tenencia de Alcaldía y el Área de Cultura, Educación, Ciencia y Comunidad del Ayuntamiento de Barcelona y la presidencia del Instituto de Cultura de Barcelona, lo que lo convierte en uno de los nombres más fuertes del gobierno Colau y Barcelona en Comú.
En noviembre de 2023 fue nombrado secretario de Estado de Cultura por el entonces ministro Ernest Urtasun.